# San Antonio (estación del Metro de Ciudad de México)
San Antonio es una de las estaciones que forman parte del Metro de la Ciudad de México, perteneciente a la Línea 7. Se ubica al sur de la Ciudad de México, en la alcaldía Benito Juárez.

## Información general
La estación recibe este nombre por estar localizada cerca de la Avenida San Antonio. Su logotipo representa al fraile San Antonio de Padua con una aureola al fondo y al Niño Jesús al lado.
El 21 de diciembre de 2013 un sujeto dejó abandonada en la estación una maleta que contenía los restos de una mujer de aproximadamente 25 años decapitada y mutilada. Hasta el momento solo se conoce el retrato hablado de la persona que abandonó esta maleta.

## Afluencia
La afluencia en 2014 fue de:
- Total: 4,775,130
- Promedio diario: 13,083
- Máxima: 21,624
- Mínima: 3,162

La siguiente tabla muestra la afluencia de la estación en los últimos 10 años:
| Afluencia Anual de Pasajeros | Afluencia Anual de Pasajeros | Afluencia Anual de Pasajeros | Afluencia Anual de Pasajeros | Afluencia Anual de Pasajeros | Afluencia Anual de Pasajeros |
| ---------------------------- | ---------------------------- | ---------------------------- | ---------------------------- | ---------------------------- | ---------------------------- |
| Año                          | Afluencia                    | A Diario                     | Ranking                      | Incremento                   | Ref.                         |
| 2023                         | 3,208,052                    | 8,789                        | 128°/195                     | +5.54%                       | [ 4 ]                        |
| 2022                         | 3,039,785                    | 8,328                        | 130°/175                     | +25.11%                      | [ 5 ]                        |
| 2021                         | 2,429,723                    | 6,656                        | 124°/195                     | -5.37%                       | [ 6 ]                        |
| 2020                         | 2,567,517                    | 7,015                        | 134°/195                     | -51.50%                      | [ 7 ]                        |
| 2019                         | 5,293,530                    | 14,502                       | 124°/195                     | -7.20%                       | [ 8 ]                        |
| 2018                         | 5,704,256                    | 15,628                       | 114°/195                     | +2.41%                       | [ 9 ]                        |
| 2017                         | 5,569,895                    | 15,259                       | 114°/195                     | -0.49%                       | [ 10 ]                       |
| 2016                         | 5,597,161                    | 15,292                       | 117°/195                     | +3.76%                       | [ 11 ]                       |
| 2015                         | 5,394,351                    | 14,779                       | 115°/195                     | +1.24%                       | [ 12 ]                       |
| 2014                         | 5,328,111                    | 14,597                       | 113°/195                     | -4.44%                       | [ 13 ]                       |

## Conectividad

### Salidas
- Poniente: Circuito Interior Avenida Revolución y Eje 5 Sur Avenida San Antonio, Colonia Nonoalco.
- Oriente: Circuito Interior Avenida Revolución y Eje 6 Sur Avenida Tintoreto, Colonia Nonoalco.

### Conexiones
Existen conexiones con las estaciones y paradas de diversos sistemas de transporte:
- Algunas rutas de la Red de Transporte de Pasajeros.